# Puchar Polski 2013-2014
La Puchar Polski 2013-2014 è stata la 60ª edizione del trofeo. La competizione è iniziata il 9 luglio 2013 ed è terminata il 2 maggio 2014. La squadra Zawisza Bydgoszcz ha vinto il trofeo per la prima volta nella sua storia.

## Primo turno preliminare
| Squadra 1                    | Risultato       | Squadra 2             |
| ---------------------------- | --------------- | --------------------- |
| 9 luglio 2013                |                 |                       |
| Hetman Zamość                | 1 – 0           | Oława                 |
| 13 luglio 2013               |                 |                       |
| Tymbark                      | 0 – 3           | Calisia Kalisz        |
| Baltyk Koszalin              | 3 – 0           | Resovia Rzeszów       |
| Znicz Pruszków               | 3 – 0           | Unia Tarnów           |
| Lech Rypin                   | 3 – 0           | Tur Turek             |
| Formacja Port 2000           | 0 – 1           | Raków Częstochowa     |
| Bytovia Bytów                | 2 – 3           | Gryf Wejherowo        |
| Wikielec                     | 2 – 4           | Garbarnia Cracovia    |
| Czarni Rokitki               | 2 – 4           | Stal Stalowa Wola     |
| Cartusia Kartuzy             | 0 – 0 (3–5 dcr) | Wigry Suwałki         |
| Lechia Tomaszów Mazowiecki   | 2 – 1           | Kluczbork             |
| KSZO Ostrowiec Świętokrzyski | 0 – 2           | Pelikan Łowicz        |
| Włocłavia Włocławek          | 1 – 3           | Chojniczanka Chojnice |
| Elana Toruń                  | 0 – 1           | Motor Lublino         |
| Ruch Zdzieszowice            | 1 – 2           | Siarka Tarnobrzeg     |
| Wisła Puławy                 | 1 – 3           | Pogoń Siedlce         |
| Ursus Varsavia               | 2 – 0           | Jarota Jarocin        |
| Sokół Kleczew                | 1 – 0           | Wisła Płock           |
| Stal Sanok                   | 1 – 1 (0–2 dcr) | Puszcza Niepołomice   |
| Olimpia Elbląg               | 1 – 4           | Chrobry Głogów        |
| Rozwój Katowice              | 4 – 2 (dts)     | Świt NDM              |
| Skra Częstochowa             | 2 – 1           | Górnik Wałbrzych      |
| ŁKS Łomża                    | 3 – 0           | Radomiak Radom        |
| Zagłębie Sosnowiec           | 2 – 0           | Concordia Elbląg      |
| Odra Opole                   | 2 – 2 (4–2 dcr) | Rybnik                |
| 14 luglio 2013               |                 |                       |
| Polkowice                    | 2 – 0           | Stal Rzeszów          |

## Secondo turno preliminare
| Squadra 1                  | Risultato       | Squadra 2             |
| -------------------------- | --------------- | --------------------- |
| 17 luglio 2013             |                 |                       |
| Sokół Kleczew              | 1 – 1 (0–2 dcr) | Polkowice             |
| Calisia Kalisz             | 0 – 3           | Lech Rypin            |
| Hetman Zamość              | 1 – 1 (4–5 dcr) | Rozwój Katowice       |
| Lechia Tomaszów Mazowiecki | 2 – 1 (dts)     | Chrobry Głogów        |
| Baltyk Koszalin            | 2 – 3           | Pelikan Łowicz        |
| Stal Stalowa Wola          | 2 - 0           | Raków Częstochowa     |
| Puszcza Niepołomice        | 2 – 0           | Chojniczanka Chojnice |
| Skra Częstochowa           | 1 – 0           | Motor Lublino         |
| Garbarnia Cracovia         | 1 – 2           | Siarka Tarnobrzeg     |
| Ursus Varsavia             | 1 – 0           | Pogoń Siedlce         |
| Wigry Suwałki              | 1 – 0           | Znicz Pruszków        |
| ŁKS Łomża                  | 2 – 3 (dts)     | Odra Opole            |

## Primo turno
| Squadra 1                  | Risultato       | Squadra 2          |
| -------------------------- | --------------- | ------------------ |
| 23 luglio 2013             |                 |                    |
| Lech Rypin                 | 0 – 2           | Zawisza Bydgoszcz  |
| Pelikan Łowicz             | 1 – 2           | Arka Gdynia        |
| Siarka Tarnobrzeg          | 2 – 0           | Kolejarz Stróże    |
| ŁKS                        | 0 – 3           | Nieciecza          |
| Gryf Wejherowo             | 2 – 0           | Dolcan Ząbki       |
| Odra Opole                 | 0 – 4           | Miedź Legnica      |
| 24 luglio 2013             |                 |                    |
| Rozwój Katowice            | 0 – 0 (4–2 dcr) | Stomil Olsztyn     |
| Lechia Tomaszów Mazowiecki | 1 – 2           | GKS Tychy          |
| Stal Stalowa Wola          | 1 – 0           | KS Cracovia        |
| Puszcza Niepołomice        | 2 – 0           | Okocimski Brzesko  |
| Polkowice                  | 0 – 3           | Flota Świnoujście  |
| Ursus Varsavia             | 1 – 0           | Górnik Łęczna      |
| Skra Częstochowa           | 0 – 2           | Olimpia Grudziądz  |
| Polonia Bytom              | 1 – 2           | Sandecja Nowy Sącz |
| Wigry Suwałki              | 0 – 2           | GKS Katowice       |
| Zagłębie Sosnowiec         | 4 – 1           | Warta Poznań       |

## Sedicesimi di finale
| Squadra 1           | Risultato       | Squadra 2         |
| ------------------- | --------------- | ----------------- |
| 16 agosto 2013      |                 |                   |
| Zagłębie Sosnowiec  | 0 – 4           | Wisła Cracovia    |
| GKS Katowice        | 2 – 1 (dts)     | Podbeskidzie      |
| 17 agosto 2013      |                 |                   |
| GKS Bełchatów       | 0 – 2           | Górnik Zabrze     |
| Stal Stalowa Wola   | 1 – 3 (dts)     | Śląsk Breslavia   |
| Siarka Tarnobrzeg   | 0 – 2           | Lechia Danzica    |
| Rozwój Katowice     | 0 – 3           | Legia Varsavia    |
| Polonia Varsavia    | 0 – 3           | Korona Kielce     |
| Gryf Wejherowo      | 1 – 3           | GKS Tychy         |
| Sandecja Nowy Sącz  | 4 – 2           | Flota Świnoujście |
| Olimpia Grudziądz   | 0 – 3           | Miedź Legnica     |
| Pogoń Stettino      | 1 – 3           | Zawisza Bydgoszcz |
| 18 agosto 2013      |                 |                   |
| Nieciecza           | 0 – 4           | Lech Poznań       |
| Puszcza Niepołomice | 0 – 3           | Jagiellonia       |
| Ursus Varsavia      | 0 – 1           | Widzew Łódź       |
| Arka Gdynia         | 3 – 2 (dts)     | Ruch Chorzów      |
| Piast Gliwice       | 0 – 0 (4–5 dcr) | Zagłębie Lubin    |

## Ottavi di finale
| Squadra 1             | Risultato       | Squadra 2         |
| --------------------- | --------------- | ----------------- |
| 16 ottobre 2013       |                 |                   |
| GKS Katowice          | 0 – 1           | Zawisza Bydgoszcz |
| 21-22-23 ottobre 2013 |                 |                   |
| Śląsk Breslavia       | 0 – 1           | Jagiellonia       |
| Wisła Cracovia        | 0 – 1           | Lechia Danzica    |
| GKS Tychy             | 0 – 1           | Zagłębie Lubin    |
| 5-6-7 novembre 2013   |                 |                   |
| Arka Gdynia           | 5 – 1           | Korona Kielce     |
| Miedź Legnica         | 2 – 0           | Lech Poznań       |
| Sandecja Nowy Sącz    | 2 – 2 (5–4 dcr) | Widzew Łódź       |
| 18 dicembre 2013      |                 |                   |
| Górnik Zabrze         | 3 – 1           | Legia Varsavia    |

## Quarti di finale
| Squadra 1                | Totale | Squadra 2          | Andata | Ritorno     |
| ------------------------ | ------ | ------------------ | ------ | ----------- |
| 11 marzo / 26 marzo 2014 |        |                    |        |             |
| Zagłębie Lubin           | 7 – 0  | Sandecja Nowy Sącz | 2 – 0  | 5 – 0       |
| 12 marzo / 25 marzo 2014 |        |                    |        |             |
| Jagiellonia              | 3 – 2  | Lechia Danzica     | 2 – 1  | 1 – 1       |
| 18 marzo / 26 marzo 2014 |        |                    |        |             |
| Zawisza Bydgoszcz        | 5 – 1  | Górnik Zabrze      | 2 – 1  | 3 – 0       |
| 19 marzo / 25 marzo 2014 |        |                    |        |             |
| Arka Gdynia              | 4 – 3  | Miedź Legnica      | 1 – 1  | 3 – 2 (dts) |

## Semifinali
| Squadra 1               | Totale | Squadra 2         | Andata | Ritorno |
| ----------------------- | ------ | ----------------- | ------ | ------- |
| 8-9 / 15-16 aprile 2014 |        |                   |        |         |
| Zagłębie Lubin          | 3 – 0  | Arka Gdynia       | 3 – 0  | 0 – 0   |
| Jagiellonia             | 1 – 3  | Zawisza Bydgoszcz | 0 – 2  | 1 – 1   |

## Finale
| Arbitro: | Jarosław Przybył |

|  |                      |  |
|  | Tiri di rigore 5 – 6 |  |